# Grottfladdermus
Grottfladdermus (Miniopterus schreibersii) är en fladdermus som beskrevs 1817 av Heinrich Kuhl Arten placeras i släktet i Miniopterus och familjen läderlappar (Vespertilionidae). Dess artepitet hedrar den tyska naturforskaren Karl Franz Anton von Schreibers, medan dess trivialnamn refererar till att den lever i grottor och liknande habitat.

## Utseende och anatomi
Grottfladdermusen är en medelstor fladdermus som är lik en tornseglare i flykten. Den har en kroppslängd mellan 5 och 6,5 cm och vikt upp till 11 g. Pälsen är brunaktig upptill, ljus under. Pälsen på huvudet är markant kortare än den ganska långa ryggbehåringen. Öronen är korta och breda. Tredje fingret är mycket långt, och böjs in mot resten av vingen när den vilar. De trekantiga öronen står långt ifrån varandra och de är inte sammanlänkade med en hudremsa på hjässan. Exemplar på Balkan har under sommaren en påfallande gulbrun till kanelbrun fläck på strupen.

## Utbredning och systematik

### Utbredning
Arten förekoommer på Iberiska halvön, i södra Frankrike, och österut via Italien, Balkan och Turkiet via Mellanöstern till Kaukasus. Den förekommer även i Nordafrika (Marocko, Algeriet, Tunisien och Libyen) samt Västafrika (Guinea, Sierra Leone, Liberia, Nigeria och Kamerun).

### Underarter
Arten delas upp i elva underarter.
- M. s. schreibersii
- M. s.  blepotis
- M. s.  chinensis
- M. s.  dasythrix
- M. s.  eschscholtzii
- M. s.  haradai
- M. s.  japoniae
- M. s.  orsinii
- M. s.  parvipes
- M. s.  smitianus
- M. s.  villiersi

Tre taxa som tidigare behandlades som underarter har idag fått artstatus. Det är  Miniopterus pallidus, Miniopterus fuliginosus och Miniopterus orianae. Tidigare M. s. bassanii i Australien behandlas som underart till M. orianae.

## Ekologi
Flykten är snabb, och sker på stor höjd över mer eller mindre öppen terräng, även samhällen med gles bebyggelse som förorter och liknande, där den fångar insekter som nattflygande fjärilar och flugor.
Grottfladdermusen är en sällskaplig art, som gärna bildar kolonier med stort och litet musöra i grottor, gamla gruvor, ruiner och liknande. För vinterdvalan föredrar den grottor med konstant temperatur och luftfuktighet. Den flyttar gärna flera gånger per år.

## Status och hot
Grottfladdermusen kategoriseras globalt som sårbar ("VU"). Den minskar i större delen av sitt utbredningsområde med undantag av Balkan och Turkiet. Den är utdöd i Tyskland och Ukraina, och troligtvis också i Österrike. Dess status i Libyen är osäker.